# Afrika
Áfrika (pogovorno črna celina, tudi tropska celina) je za Azijo druga največja celina, tako po površini kot po prebivalstvu. S 30.244.050 km² skupaj z otoki pokriva 20,3 % celotne kopenske površine na Zemlji. Z 1.4 milijarde prebivalcev (leta 2021) predstavlja približno 18 % svetovnega prebivalstva.

## Geografija
Afrika leži na vseh štirih poloblah. Na severu meji na Sredozemsko morje, na zahodu na Atlantik, na jugovzhodu na Indijski ocean ter na severovzhodu na Rdeče morje. Severno od nje leži Evropa, vzhodno in severovzhodno pa Azija; najbližji del Evrope je Gibraltar na jugu Iberskega polotoka, ki ga od Afrike loči 13 km široka Gibraltarska ožina, najbližji del Azije pa Sinaj, ki je sicer del afriške države Egipt, a ga od Afrike loči umetni Sueški prekop, zgrajen v 19. stoletju. Od najsevernejše točke, rta Ras ben Sakka v Tuniziji do najjužnejše, rta Agulhas v Južni Afriki, meri okrog 8.000 km. Na skrajnem zahodu je Zeleni rt v Senegalu, na vzhodu pa polotok Ras Hafun v Somaliji, razdalja med njima je približno 7.400 km.
Je ostanek starega kontinenta Pangee. Afrika se je najmanj premikala. Osnovo predstavljajo najstarejše kamnine na Zemlji, zato je zelo bogata z rudami. Zaseda afriško tektonsko ploščo, del katere je bila do oligocena tudi arabska plošča z arabskim polotokom in delom Anatolije. Na vzhodu celine je tektonsko aktivno območje - t. i. vzhodnoafriška prelomnica, ki poteka od Mozambika na jugu do Džibutija na severu in kjer se bo po mnenju geologov afriška plošča razdelila na dvoje.

## Prebivalstvo
Afriko pogosto imenujejo »zibelka človeštva«, saj paleontološke najdbe dokazujejo, da se je na tej celini razvila človeška vrsta. Tu so našli tako ostanke najstarejšega znanega skupnega prednika vseh človeku podobnih opic kot tudi najstarejše ostanke sodobnega človeka. Danes v Afriki živijo črnci, ki jih delimo na bantujce in sudanske črnce. Severno od Sahare najdemo predvsem Arabce, pripadnike bele rase.
Narodi se niso razvili. Evropski kolonisti pri osvajanju svojih novih kolonij niso ozirali na jezikovne meje med različnimi afriškimi ljudstvi. Ko so kolonije postale samostojne, so se ta različna ljudstva, pomešana med seboj, znašla v različnih novih državah. Plemenska nasprotja med njimi se od časa do časa sprevržejo v spopade. Ker domačini znotraj iste države pogosto govorijo več popolnoma različnih jezikov, se med seboj praviloma sporazumevajo kar v jeziku nekdanjih kolonialnih gospodarjev, največkrat angleščini ali francoščini. V severnem delu Afrike je razširjena arabščina.
Za prebivalstvo je značilna visoka rodnost. V zadnjih letih se je smrtnost otrok zmanjšala zaradi novih zdravil. Največji problemi prebivalstva so pogosta lakota, bolezni, slaba izobrazba ter oboroženi spopadi. Kljub temu zaradi izboljšanih pogojev preživetja Afrika v zadnjih nekaj desetletjih doživlja eksplozijo prebivalstva. Število prebivalcev se je po ocenah povečalo iz 221 milijonov leta 1950 na milijardo leta 2009.

## Podnebje in rastje
Afrika je najtoplejša celina. Na njeno podnebje vplivajo različni dejavniki: 
- morja in oceani,
- nadmorska višina,
- vetrovi,
- morski tokovi,
- oddaljenost od ekvatorja.

Ob ekvatorju je podnebje ekvatorialno. Zanj je značilna sopara in zenitne padavine. Rastje je bujno, značilen je tropski deževni gozd in džungla. Kraji med ekvatorjem in povratnikom imajo 2 deževni in sušni dobi. Tako podnebje imenujemo savansko podnebje. Značilno rastje je trava s posameznimi drevesi. Ob povratnikih prevladujeta puščavsko in polpuščavsko podnebje. Značilne so velike razlike med nočnimi in večernimi temperaturami. Značilno rastje je nizka trava, v slabih razmerah je skoraj ni. Na skrajnem severu in jugu celine prevladuje sredozemsko podnebje. Značilno rastje je makija ter zimzeleni gozdovi.

## Regije, teritoriji in države
V Afriki je nekaj odvisnih ozemelj, ki so ostanek nekdanjih evropskih kolonij. To so Mayotte, Reunion (Francija), Ceuta, Melilla, Kanarski otoki (Španija), Madeira (Portugalska) in Sveta Helena, Ascension in Tristan da Cunha (Združeno kraljestvo).
Glede na podobne naravno-geografske in družbeno-geografske značilnosti jo delimo v več geografskih enot; spodnjo razdelitev uporablja Organizacija združenih narodov.
Politični zemljevid Afrike
| Zastava                                     | Grb    | Ime                                                          | Površina (km²) | Prebivalstvo  | Leto | Gostota prebivalstva (na km²) | Glavno mesto                                       |
| ------------------------------------------- | ------ | ------------------------------------------------------------ | -------------- | ------------- | ---- | ----------------------------- | -------------------------------------------------- |
| Severna Afrika                              |        |                                                              |                |               |      |                               |                                                    |
| Alžirija                                    |        | Alžirija                                                     | 2.381.740      | 34.178.188    | 2009 | 14                            | Alžir                                              |
| Kanarski otoki                              |        | Kanarski otoki (Španija)                                     | 7.492          | 2.118.519     | 2010 | 226                           | Las Palmas de Gran Canaria, Santa Cruz de Tenerife |
| Ceuta                                       |        | Ceuta (Španija)                                              | 20             | 71.505        | 2001 | 3.575                         | —                                                  |
| Egipt                                       |        | Egipt                                                        | 1.001.450      | 82.868.000    | 2012 | 83                            | Kairo                                              |
| Libija                                      |        | Libija                                                       | 1.759.540      | 6.310.434     | 2009 | 4                             | Tripolis                                           |
| Madeira                                     |        | Madeira (Portugalska)                                        | 797            | 245.000       | 2001 | 307                           | Funchal                                            |
| Melilla                                     |        | Melilla (Španija)                                            | 12             | 66.411        | 2001 | 5.534                         | —                                                  |
| Maroko                                      |        | Maroko                                                       | 446.550        | 34.859.364    | 2009 | 78                            | Rabat                                              |
| Sudan                                       |        | Sudan                                                        | 1.861.484      | 30.894.000    | 2008 | 17                            | Kartum                                             |
| Tunizija                                    |        | Tunizija                                                     | 163,610        | 10,486,339    | 2009 | 64                            | Tunis                                              |
| Zahodna Sahara                              |        | Zahodna Sahara                                               | 266.000        | 405.210       | 2009 | 2                             | El Aaiún                                           |
| Afriški rog ali Severovzhodna Afrika        |        |                                                              |                |               |      |                               |                                                    |
| Džibuti                                     |        | Džibuti                                                      | 23.000         | 623.891       | 2012 | 22                            | Džibuti                                            |
| Eritreja                                    |        | Eritreja                                                     | 121.320        | 5.647.168     | 2009 | 47                            | Asmara                                             |
| Etiopija                                    |        | Etiopija                                                     | 1.127.127      | 84.320.987    | 2012 | 75                            | Adis Abeba                                         |
| Somalija                                    |        | Somalija                                                     | 637.657        | 9.832.017     | 2009 | 15                            | Mogadiš                                            |
| Vzhodna Afrika                              |        |                                                              |                |               |      |                               |                                                    |
| Burundi                                     |        | Burundi                                                      | 27.830         | 8.988.091     | 2009 | 323                           | Gitega                                             |
| Britanski teritorij v Indijskem oceanu      |        | Britansko ozemlje v Indijskem oceanu - arhipelag Chagos (UK) | 56,13          | 3.000         | 2012 | 53,4                          | Diego Garcia                                       |
| Komori                                      |        | Komori                                                       | 2.170          | 752.438       | 2009 | 347                           | Moroni                                             |
| Kenija                                      |        | Kenija                                                       | 582.650        | 39.002.772    | 2009 | 66                            | Nairobi                                            |
| Madagaskar                                  |        | Madagaskar                                                   | 587.040        | 20.653.556    | 2009 | 35                            | Antananarivo                                       |
| Malavi                                      |        | Malavi                                                       | 118.480        | 14.268.711    | 2009 | 120                           | Lilongwe                                           |
| Mavricij                                    |        | Mavricij                                                     | 2.040          | 1.286.051     | 2012 | 630                           | Port Louis                                         |
| Mayotte                                     |        | Mayotte (Francija)                                           | 374            | 223.765       | 2009 | 490                           | Mamoudzou                                          |
| Mozambik                                    |        | Mozambik                                                     | 801.590        | 21.669.278    | 2009 | 27                            | Maputo                                             |
| Réunion                                     |        | Réunion                                                      | 2.512          | 743.981       | 2002 | 296                           | Saint-Denis                                        |
| Ruanda                                      |        | Ruanda                                                       | 26.338         | 10.473.282    | 2009 | 398                           | Kigali                                             |
| Sejšeli                                     |        | Sejšeli                                                      | 455            | 87.476        | 2009 | 192                           | Viktorija                                          |
| Južni Sudan                                 |        | Južni Sudan                                                  | 619.745        | 8.260.490     | 2008 | 13                            | Džuba                                              |
| Tanzanija                                   |        | Tanzanija                                                    | 945.087        | 44.929.002    | 2009 | 43                            | Dodoma                                             |
| Uganda                                      |        | Uganda                                                       | 236.040        | 32.369.558    | 2009 | 137                           | Kampala                                            |
| Zambija                                     |        | Zambija                                                      | 752.614        | 11.862.740    | 2009 | 16                            | Lusaka                                             |
| Zimbabve                                    |        | Zimbabve                                                     | 390.580        | 11.392.629    | 2009 | 29                            | Harare                                             |
| Srednja Afrika                              |        |                                                              |                |               |      |                               |                                                    |
| Angola                                      |        | Angola                                                       | 1.246.700      | 12.799.293    | 2009 | 10                            | Luanda                                             |
| Kamerun                                     |        | Kamerun                                                      | 475.440        | 18.879.301    | 2009 | 40                            | Yaoundé                                            |
| Srednjeafriška republika                    |        | Srednjeafriška republika                                     | 622.984        | 4.511.488     | 2009 | 7                             | Bangui                                             |
| Čad                                         |        | Čad                                                          | 1.284.000      | 10.329.208    | 2009 | 8                             | N'Djamena                                          |
| Republika Kongo                             |        | Zahodni Kongo                                                | 342.000        | 4.012.809     | 2009 | 12                            | Brazzaville                                        |
| Demokratična republika Kongo                |        | Vzhodni Kongo                                                | 2.345.410      | 69.575.000    | 2012 | 30                            | Kinšasa                                            |
| Ekvatorialna Gvineja                        |        | Ekvatorialna Gvineja                                         | 28.051         | 633.441       | 2009 | 23                            | Malabo                                             |
| Gabon                                       |        | Gabon                                                        | 267.667        | 1.514.993     | 2009 | 6                             | Libreville                                         |
| Sveti Tomaž in Princ                        |        | Sveti Tomaž in Princ                                         | 1.001          | 212.679       | 2009 | 212                           | São Tomé                                           |
| Južna Afrika                                |        |                                                              |                |               |      |                               |                                                    |
| Bocvana                                     |        | Bocvana                                                      | 600.370        | 1.990.876     | 2009 | 3                             | Gaborone                                           |
| Lesoto                                      |        | Lesoto                                                       | 30.355         | 2.130.819     | 2009 | 70                            | Maseru                                             |
| Namibija                                    |        | Namibija                                                     | 825.418        | 2.108.665     | 2009 | 3                             | Windhoek                                           |
| Republika Južna Afrika                      |        | Južna Afrika                                                 | 1.219.912      | 51.770.560    | 2011 | 42                            | Bloemfontein, Cape Town, Pretorija                 |
| Esvatini                                    |        | Esvatini                                                     | 17.363         | 1.123.913     | 2009 | 65                            | Mbabane                                            |
| Zahodna Afrika                              |        |                                                              |                |               |      |                               |                                                    |
| Benin                                       |        | Benin                                                        | 112.620        | 8.791.832     | 2009 | 78                            | Porto-Novo                                         |
| Burkina Faso                                |        | Burkina Faso                                                 | 274.200        | 15.746.232    | 2009 | 57                            | Ouagadougou                                        |
| Gambija                                     |        | Gambija                                                      | 11.300         | 1.782.893     | 2009 | 158                           | Banjul                                             |
| Gana                                        |        | Gana                                                         | 239.460        | 23.832.495    | 2009 | 100                           | Akra                                               |
| Gvineja                                     |        | Gvineja                                                      | 245.857        | 10.057.975    | 2009 | 41                            | Conakry                                            |
| Gvineja Bissau                              |        | Gvineja Bissau                                               | 36.120         | 1.533.964     | 2009 | 43                            | Bissau                                             |
| Liberija                                    |        | Liberija                                                     | 111.370        | 3.441.790     | 2009 | 31                            | Monrovija                                          |
| Mali                                        |        | Mali                                                         | 1.240.000      | 12.666.987    | 2009 | 10                            | Bamako                                             |
| Mavretanija                                 |        | Mavretanija                                                  | 1.030.700      | 3.129.486     | 2009 | 3                             | Nouakchott                                         |
| Niger                                       |        | Niger                                                        | 1.267.000      | 15.306.252    | 2009 | 12                            | Niamey                                             |
| Nigerija                                    |        | Nigerija                                                     | 923.768        | 166.629.000   | 2012 | 180                           | Abuja                                              |
| Sveta Helena, Ascension in Tristan da Cunha |        | Sveta Helena, Ascension in Tristan da Cunha (UK)             | 420            | 7.728         | 2012 | 13                            | Jamestown                                          |
| Senegal                                     |        | Senegal                                                      | 196.190        | 13.711.597    | 2009 | 70                            | Dakar                                              |
| Sierra Leone                                |        | Sierra Leone                                                 | 71.740         | 6.440.053     | 2009 | 90                            | Freetown                                           |
| Slonokoščena obala                          |        | Slonokoščena obala                                           | 322.460        | 20.617.068    | 2009 | 64                            | Yamoussoukro                                       |
| Togo                                        |        | Togo                                                         | 56.785         | 6.019.877     | 2009 | 106                           | Lomé                                               |
| Zelenortski otoki                           |        | Zelenortski otoki                                            | 4.033          | 429.474       | 2009 | 107                           | Praia                                              |
| Skupaj                                      | Skupaj | Skupaj                                                       | 30.368.609     | 1.001.322.068 | 2009 | 33                            |                                                    |